# Sveti Gerlah
Gerlah (Gerlache, Gerlac, Gerlachus iz Houthema, Gerlac iz Valkenberga) (ok. 1170)  je bil nizozemski puščavnik iz 12. stoletja. Njegov kult je središče v Houthemu pri Valkenburgu na jugu province Limburg.

## Življenje
Vita Beati Gerlaci Eremytae, napisana okoli leta 1227, opisuje njegovo legendo in življenje. Prvotno razuzdani vojak in razbojnik je Gerlah po ženini smrti postal pobožen kristjan in odšel na romanje v Rim in Jeruzalem. V Rimu je sedem let negoval bolnike. Opravljal je tudi obrede pokore za grehe svoje mladosti.
Po vrnitvi na Nizozemsko je vse svoje imetje odstopil revnim in se naselil v votlem hrastu na svojem nekdanjem posestvu blizu Houthema. Jedel je kruh, pomešan s pepelom, in vsak dan hodil peš na romanje v Maastricht, k baziliki svetega Servacija .
Bil je vpleten v spor z lokalnimi menihi, ki so želeli, da vstopi v njihov samostan. Preprosto ljudstvo na tem območju ga je imelo za svetnika, vendar so se menihi pritožili lokalnemu škofu. Gerlaha so obtožili, da je dejansko neverjetno bogat, njegov hrast pa je dejansko lokacija zaklada. Škof je ukazal posekati Gerlahov hrast. Gerlah je takrat že imel močne prijatelje, vključno s Hildegardo iz Bingna, in prejel zaščito. Kljub temu so njegov hrast posekali, a škof ni našel zaklada. Gerlahu  se je hotel oddolžiti za svojo napako tako, da je dal hrast razrezati na deske in iz njih postaviti kočo.
Legenda pravi, da se je, ko je Gerlah opravil dovolj pokore, voda iz tamkajšnjega vodnjaka trikrat spremenila v vino. To naj bi bil znak, da so mu bili grehi odpuščeni. Umrl je star komaj petdeset let. Legenda pravi, da mu je zadnji obred opravil sam Servacij iz Tongerena.

## Ime
Gerlah je moško ime germanskega izvora, katerega različice obstajajo v številnih germanskih in romanskih jezikih. Tako kot mnoga druga zgodnja germanska imena je tudi ditematično, sestavljeno iz dveh pomenljivih sestavin skupaj. V tem primeru sta ti sestavini ger (kar pomeni 'kopje') in /la:k / (kar pomeni 'gibanje'). Pomen imena je torej 'metalec kopja'.

## Cerkev
Gerlahov grob je postal romarski kraj. Leta 1201 je bil na mestu Gerlahove majhne kapele ustanovljen premonstratenski samostan. Premonstrski red (norbertinski) se spominja Gerlaha iz Valkenburga kot »blaženega«, s praznikom 5. januarja. Leta 1225 je majhna opatija postala samostan za plemkinje. Območje je med osemdesetletno vojno močno trpelo.

Cerkev opatije je bila ponovno zgrajena leta 1721 kot nova župnijska cerkev za vas Houthem. Samostan je pozneje postal hotel, Château St. Gerlach. Sint-Gerlachuskerk je romarska cerkev na Jakobovi poti (Camino de Santiago). Vsebuje muzej in srebrni relikviarij, v katerem je Gerlahova lobanja. Ob 850-letnici župnije so po lobanji rekonstruirali Gerlahov doprsni kip. Pri projektu sta sodelovala Charlie Watts in Ron Wood iz The Rolling Stones, ki sta imela voden ogled cerkve in muzeja med bivanjem v Chateauju med koncertom v Landgraafu junija 2014.  
- Cerkev Sint Gerlach v Houthemu
- Relikvijarij svetega Gerlaha
- vzhodno pročelje cerkve
- Labirint Houthem-Sint-Gerlachuskerk